# DN2M
De DN2M (Drum Național 2M of Nationale weg 2M) is een weg in Roemenië. Hij loopt van Focșani via Odobești naar Nereju. De weg is 52 kilometer lang.